# District de Mộc Hóa
Mộc Hóa est un district de la province de Long An dans la delta du Mékong au sud du Viêt Nam. 

## Géographie
La superficie du district de Mộc Hóa est de 297,64 km2. 
Le chef lieu du district est Bình Phong Thạnh.